# 莫尔道嘎河
莫尔道嘎河，或称莫里勒克河，位于中华人民共和国内蒙古自治区东北部额尔古纳市境内，是额尔古纳河右岸支流，发源于额尔古纳中部大秀山北麓，蜿蜒向西北流经莫尔道嘎镇、新青屯、莫格拉、古纳、太平川等地，最后于蒙兀室韦苏木（室韦镇）兴安屯以西汇入额尔古纳河。河长108千米，流域面积2674平方千米。年均径流量4.19亿立方米。莫尔道嘎河在莫格拉屯以上为于山岭峡谷中穿行，两岸山丘起伏，林木繁茂，建有莫尔道嘎国家森林公园；莫格拉屯以下为平原区，两岸多为引用河水发展起来的灌溉农业。